# C-Murder
Корі Міллер (нар. 9 березня 1971, Новий Орлеан, Луїзіана, США), більш відомий під псевдонімом C-Murder, - американський репер. Він отримав популярність у середині 1990-х років у складі лейбла No Limit Records, яким володів його брат Master P, головним чином як член супергрупи лейбла, TRU. На лейблі Міллер випустив кілька власних сольних альбомів, у тому числі платиновий дебютний альбом Life or Death 1998 року. C-Murder випустили в цілому дев'ять альбомів на шести різних лейблах: No Limit Records, TRU Records, Koch Records, Asylum Records, RBC Records і Venti Uno.
У 2002 році Міллер був заарештований у справі про вбивство 16-річного Стіва Томаса і 14 серпня 2009 року був засуджений до довічного ув'язнення. Міллер відбуває покарання у в'язниці штату Луїзіана. Суперечки навколо свідків, які брали участь у судовому процесі над Міллером, виникли в 2018 році, коли двоє ключових свідків відмовилися від своїх свідчень, заявивши, що на них влада змушувала давати свідчення проти Міллера. Міллер наполягає на своїй невинуватості, і він, його брати та племінник неодноразово вимагали нового судового розгляду.

## Раннє життя
Корі Міллер народився в Новому Орлеані, штат Луїзіана, 9 березня 1971 року, виріс у кварталі Calliope 3rd Ward.

## Музична кар'єра
В середині 1990-х випускав альбоми у складі TRU. У 1998 році Міллер випустив свій сольний альбом Life or Death, який посів третє місце в чарті Billboard 200 і зрештою отримав платиновий сертифікат. 
У 1999 році він випустив Bossalinie, який посів 2-е місце в Billboard 200 і отримав золотий сертифікат. 
У 2000 році він випустив Trapped in Crime, який посів №9 на Billboard 200. Він включав сингл «Down for My N's», в якому брали участь інші виконавці No Limit Snoop Dogg і Magic. 
У 2001 році він випустив CP-3.com, свій останній альбом на No Limit Records. Він досяг піку на №45 на Billboard 200 і включав сингли «What U Gonna Do» і «Im Not Just». 
У 2003 році його засудили за вбивство фаната Стіва Томаса. Він записав три хітових альбоми, перебуваючи під домашнім арештом в очікуванні повторного суду: «The Truest Shit I Ever Said» (2005), який досяг №41 у Billboard 200, Screamin' 4 Vengeance (2008), який посів №130, і Calliope Click (2009), який посіла №68 місце в чарті Billboard R&B Albums.
У 2009 році він програв свою апеляцію і не заперечував за двома пунктами звинувачення у замаху на вбивство в непов’язаному інциденті. У в’язниці він самостійно випустив мікстейп Ricochet (2013) і ще чотири альбоми.
У 2016 році він випустив дисс-трек, в якому звинуватив репера 2 Chainz у використанні слогану та стилю назви його колишньої групи TRU і лейбла TRU Global Records.

## Інша діяльність
Міллер знімався у фільмах No Limit Da Game of Life, I Got the Hook Up і Hot Boyz.  Він є автором роману «Смерть за рогом», опублікованого видавництвом Vibe. 

## Проблеми із законом
У вересні 2003 року Міллера визнали винним у побитті та вбивстві фаната, 16-річного Стіва Томаса, 12 січня 2002 року в Platinum Club, нині закритому нічному клубі в Харві, штат Луїзіана. Міллера заарештували вранці 19 січня за спричинення заворушень у House of Blues у Новому Орлеані 28 лютого 2002 року йому пред'явлено звинувачення. Суддя Марта Сассон надала новий судовий розгляд на підставі заяви про те, що прокурори неправомірно приховали інформацію про кримінальне минуле трьох своїх свідків. 
В очікуванні повторного суду Міллер був поміщений під домашній арешт.
13 березня 2007 року Сассоне задовольнив прохання Міллера працювати над його музичною кар'єрою на індивідуальній основі, а згодом прокурори поновили запит на повернення Міллера до в'язниці. Протягом січня 2009 року Міллер перебував у своєму місці проживання під домашнім арештом і міг виїхати лише для задокументованої невідкладної медичної допомоги.
27 травня 2009 року Міллер заявив, що не заперечує звинувачення у замаху на вбивство другого ступеня за двома пунктами. Ці звинувачення пов’язані з інцидентом 2001 року в Батон-Ружі, коли Міллер зробив один постріл із напівавтоматичного пістолета, який заклинило, у власника та вишибалу нічного клубу, які відмовилися дозволити Міллеру увійти зі зброєю. Міллера засудили до десяти років із зарахуванням відбутого терміну. Відео з камер спостереження виклали на YouTube. 
5 серпня 2009 року розпочався суд у справі про вбивство. Батько жертви розповідав, що його син був фанатом C-Murder до інциденту. Вишибала також дав свідчення проти Міллера, заявивши, що був свідком стрілянини.
Міллера засудили за вбивство другого ступеня. Під час винесення вироку батько потерпілого сказав: «Я не радію. Мені шкода сім'ю [Міллера]. Але принаймні вони можуть його побачити. Що ми маємо, крім могили та фотографії?» 14 серпня окружний суддя Ханс Лільєберг засудив C-Murder до обов'язкового довічного ув'язнення.
Корі багато разів оскаржував вирок
28 грудня 2011 року його вирок було залишено в силі.
У серпні 2021 року Міллер оголосив голодування на знак протесту проти своїх умов, які, як він побоювався, призведуть до зараження COVID-19, і статусу судового процесу, заявивши, що вважає, що окружний прокурор приховав докази. Того місяця він найняв адвоката з цивільних прав Бенджаміна Крампа.
У червні 2018 року справа Міллера була представлена на Investigation Discovery Reasonable Doubt. Саме в цьому епізоді Кеннет Джордан відмовився і обговорив свої неправдиві свідчення. Джордан заявив, що на нього тиснули детективи, щоб він свідчив проти Міллера, інакше йому самому загрожував би 10-річний термін ув'язнення за непов'язані кримінальні звинувачення. 6 липня інший свідок, Дарнелл Джордан, відмовився від своїх свідчень, заявивши, що поліція його затримала та зачинила в номері готелю за відмову свідчити проти Міллера.

## Дискографія
Студійні альбоми
- Life or Death (1998)
- Bossalinie (1999)
- Trapped in Crime (2000)
- C-P-3.com (2001)
- Tru Dawgs (2002)
- The Truest Shit I Ever Said (2005)
- Screamin' 4 Vengeance (2008)
- Calliope Click Volume 1 (2009)
- Tomorrow (2010)
- Ain't No Heaven in the Pen (2015)[21]

Спільні альбоми
- Penitentiary Chances (2016) разом з Boosie Badazz[22]

## Фільмографія
| рік      | Назва             | Роль              | Примітки       |
| -------- | ----------------- | ----------------- | -------------- |
| 1997 рік | I'm Bout It       | Q                 | допоміжна роль |
| 1998 рік | MP da Last Don    | кубинська гвардія | камео          |
| 1998 рік | I Got the Hook-Up | T-Lay Boy #1      | камео          |
| 1998 рік | Da Game For Life  | Money             | допоміжна роль |
| 1999 рік | Hot Boyz          | Ремо              | допоміжна роль |
| 1999 рік | Немає завтра      | себе              | камео          |
| 2002 рік | Безперечний       | репер Gat Boyz    | камео          |

## Зовнішні посилання
- C-Murder at IMDb
- Official Instagram profile

Шаблон:504 Boyz